# Trauma (jeu de rôle)
Pour les articles homonymes, voir Trauma.
Trauma est un jeu de rôle contemporain créé par Dominique Granger et Frédéric Leygonie. Initialement édité en 1986 dans la revue Chroniques d'outre-monde, il fut édité en livre à couverture dure par Aujourd'hui Communication en 1988 (72p, 149 FF). Il a été traduit et édité en anglais en 1991 par Darcsyde Productions (Melbourne, Australie). Des scénarios et aides de jeu étaient publiées régulièrement dans les Chroniques.
Le maître du jeu s'appelle le « traumato ».

## Le monde
Le monde dans lequel se déroule le jeu est le monde contemporain, celui des années 1980 à l'époque (un des scénarios mentionnait notamment la couleur des feux des voitures pour distinguer une voiture française, à phares jaunes, d'une voiture allemande, à phares blancs). Le jeu se réclame d'un certain réalisme social. Les scénarios sont purement fictifs, et les aventures vécues ont peu de chance d'arriver à un quidam (les personnages sont en général en prise avec des organisations criminelles) ; cependant le cadre, les personnages, le matériel… sont conformes à la réalité.

## Règles
Trauma utilise un système de jeu à compétences et table unique de résolution.

### Création du personnage
Dans la version initiale, il était possible de s'incarner soi-même. Cette possibilité a été supprimée de la version livre, seuls des personnages aventureux et un peu hors du commun sont acceptés (par exemple grand reporter, inspecteur de police, détective privé, pilote d'avion ou d'hélicoptère, mercenaire, truand, aventurier…).
Le personnage est défini par dix caractéristiques : Force (FOR), Dextérité (DEX : habileté manuelle), Constitution (CON : santé, résistance physique), Agilité (AGI : coordination des mouvements, équilibre), Masse (MAS : poids corporel), Charisme (CHA : apparence, capacité à capter l'attention, à convaincre, charmer), Volonté (VOL), Équilibre mental (EQM : solidité d'esprit), Intelligence (INT) et Intuition (ION). Les valeurs sont déterminées en tirant quatre dés à six faces et en sommant les trois meilleurs (3–18). Un individu « normal » a des caractéristiques comprises entre 7 et 14.
Il dispose également de caractéristiques secondaires :
- les sens : Odorat (ODO), Vue (VUE) et Ouïe (OUI), déterminées comme les autres caractéristiques ;
- Éducation (EDU), déterminée par 4d6 ;
- et Chance (CHC), moyenne d'Intuition et de Volonté ((ION+VOL)/2).

Les points de vie sont la somme de la Constitution et de la Masse (CON+MAS).
Les compétences sont des applications particulières. Elles sont exprimées, comme les caractéristiques, par un nombre classiquement compris entre 0 et 18, parfois plus dans le cas d'une spécialité pointue. Le personnage dispose d'un nombre de points d'expérience initiaux égal à la somme de ses caractéristiques, avec un minimum de 150, qui lui permettent d'augmenter ses compétences. On distingue trois situations :
- certaines compétences font partie de la culture générale et sont possédées automatiquement à un niveau minimum (par exemple : géographie, droit, grimper, histoire, combat de rue, sauter, se cacher, séduction, remarquer…) ; le joueur peut les augmenter à raison d'un ou deux points d'expérience par point de compétence ; par exemple, la base de grimper est (FOR+AGI+VOL)/5, et elle augmente de un point par point d'expérience dépensé ;
- certaines compétences sont initialement inconnues, mais les bases s'acquièrent facilement (comme commerce, conduite, ski, photographie, parachutisme…) ; elles valent donc 0 initialement, mais pour 1 à 8 points d'expérience, le personnage acquiert une base calculée par les caractéristiques ; ces compétences peuvent être augmentées en dépensant 1 à 2 points d'expérience ; par exemple, il faut dépenser 3 points d'expérience pour avoir une base en parachutisme de (AGI+VOL)/5, puis 2 points d'expérience par point de compétence ;
- les compétences les plus complexes (archéologie, chimie, secourisme, informatique, langue étrangère…) commencent à 0 et augmentent à raison de 1 à 2 points d'expérience par point de compétence.

### Résolution des actions
La résolution des actions se fait à l'aide d'une table unique à double entrée : le pourcentage de réussite est obtenu en croisant la valeur de la compétence et la difficulté. Cette table peut aussi s'utiliser pour tester une caractéristique (lorsque l'action ne fait pas intervenir un acquis), la caractéristique jouant le rôle de compétence ; le traumato peut également choisir de jeter 1 à 5d6 (selon la difficulté) sous la caractéristique.
Lorsqu'une action a peu de chances de réussite, le personnage peut mobiliser ses forces : en dépensant un point de volonté (il en a initialement sept de moins que sa Volonté, VOL-7), et en réussissant un jet dépendant du nombre de points de volonté actuels, il peut bénéficier d'un bonus de +3 à l'action.

### Santé
Lorsque le personnage est blessé, malade ou empoisonné, il perd des points de vie. S'il tombe en dessous de la moitié de ses points de vie, toutes ses actions souffrent d'une difficulté supplémentaire de -2 ; ce malus est de -4 lorsque les points de vie tombent au quart.
Lorsque les points de vie deviennent négatifs, le personnage meurt dans les minutes qui suivent ; il meurt instantanément lorsque les points de vie tombent à -11. Des soins permettent de récupérer des points de vie. La guérison naturelle est aléatoire, lente (maximum 1 point de vie par jour), et peut au contraire conduire à une aggravation des blessures.
Fatigue
Lorsque le personnage reste éveillé plus d'une journée, il souffre d'un malus à toutes ses actions jusqu'à ce qu'il récupère par le sommeil.
Santé mentale
Le joueur choisit une tendance psychotique (hystérie, névrose obsessionnelle, cyclothymie, paranoïa, mégalomanie…) ; en temps normal, le personnage est maître de lui-même, mais en situation de tension nerveuse extrême, la psychose peut ressortir : si le joueur rate un jet d'Équilibre mental (EQM), le personnage perd une part de son libre arbitre, le joueur est contraint de l'interpréter selon sa psychose.

### Combat
Le combat est découpé en rounds de six secondes. Durant un round, on peut tirer six coups (ou rafales courtes de trois balles pour les armes le permettant) ; au corps à corps, on peut effectuer une attaque et une parade.
L'initiative se détermine en ajoutant 1d6 à l'Agilité (AGI+1d6) ; les personnages agissent par initiative décroissante.
Pour les armes à distance, la difficulté du tir ou du lancer est déterminée en fonction des circonstances (arme tenue à bout de bras ou épaulée, cible cachée ou à découvert, tir instinctif ou posé…).
Pour le corps à corps, la compétence dépend de l'arme et du style de combat (combat de rue, art martial) et la difficulté est également déterminée par les conditions (adversaire à terre, de dos, surpris, seul contre plusieurs…). Les deux protagonistes font leur jet, et si l'un rate et que l'autre réussit, le premier est blessé ; si les deux ratent ou réussissent leur jet, personne n'est touché.
Lorsqu'un coup porte, le personnage blessé perd des points de vie. On jette un d100 pour déterminer la localisation du coup. On jette alors 1d20 auquel on ajoute des modificateurs de dégâts (MD) qui dépendent de l'arme, de la localisation touchée, de la protection des habits (voire gilet pare-balle), et au corps à corps de la Force. Le nombre de points de vie est alors lu sur une table.
Dans le cas d'une arme contondante, la moitié des points de vie sont perdus provisoirement et sont récupérés à raison de 1 par heure ; les dégâts provisoires ne sont pas comptabilisés pour un coup fatal (c'est-à-dire amenant les points de vie en dessous de 0).

## Publications
En français
- Dominique Granger et Frédéric Leygonie (ill. Patrick Blondeau et Fredy), Trauma : jeu de rôle d'aventures contemporain, Paris, Aujourd'hui Communications, 1988, 80 p. (ISBN 2-907393-00-6) : livre de règles

en anglais
- Trauma
- David Convers, Fallen Prey : The Most Dangerous Game, Darcsyde Productions, 1992

L'éditeur Game-Fu (anciennement Pulp fever) a annoncé la publication d'une nouvelle version de Trauma, revu par Romuald Calvayrac, pour le premier semestre 2015.